# Dante (cràter)

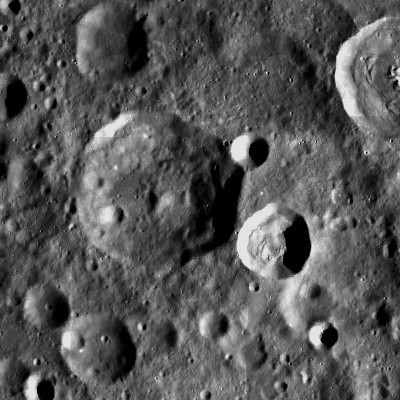
Fotografia de la missió Lunar Reconnaissance Orbiter

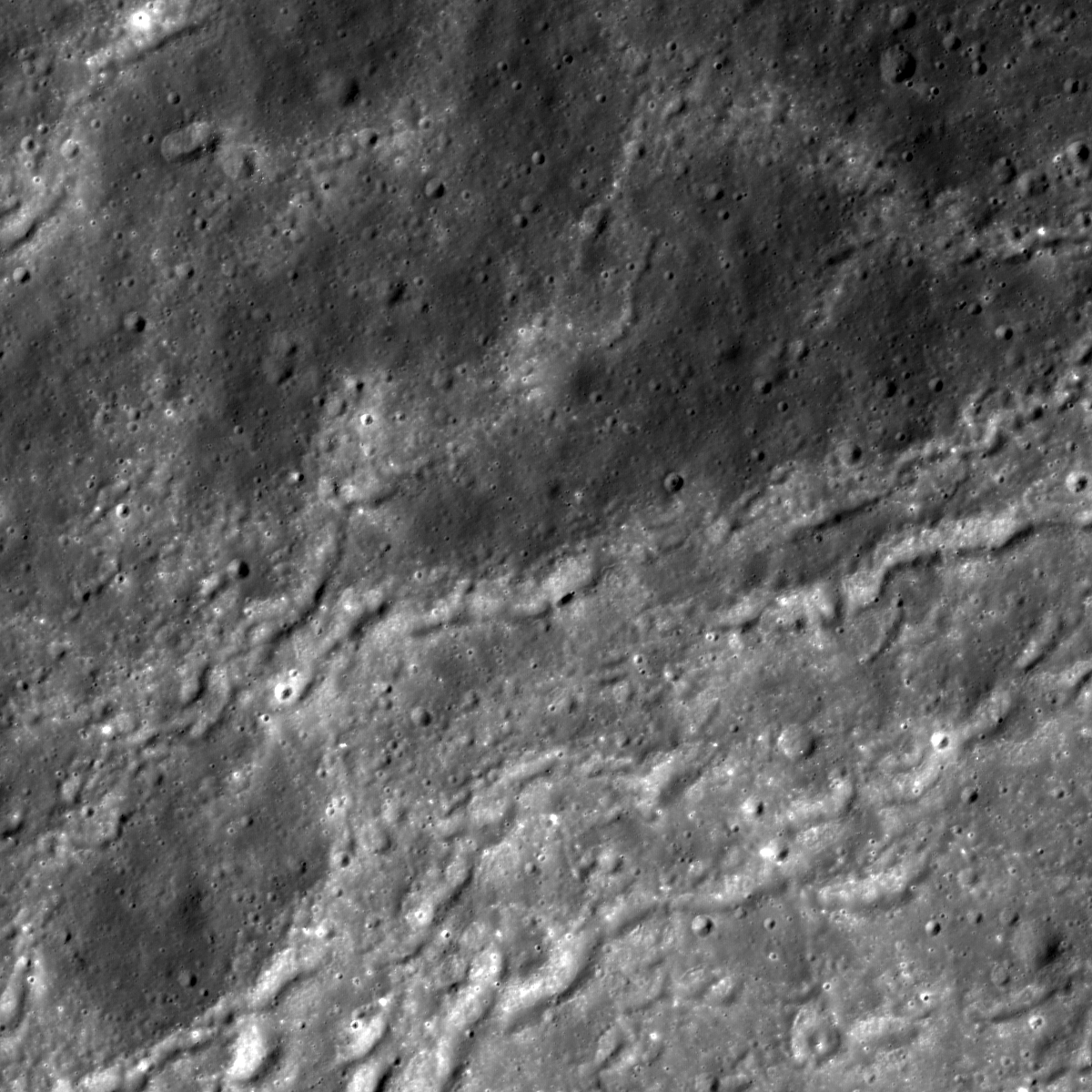
Una altra imatge de la missió LRO

Dante és un cràter d'impacte que es troba en la cara oculta de la Lluna. Es localitza en l'hemisferi nord, exactament en el meridià oposat a la Terra. Cràters propers són Larmor cap al nord i cap al sud-est Morse. Al sud-oest apareix el cràter Buys-Ballot, que presenta una configuració estranya.

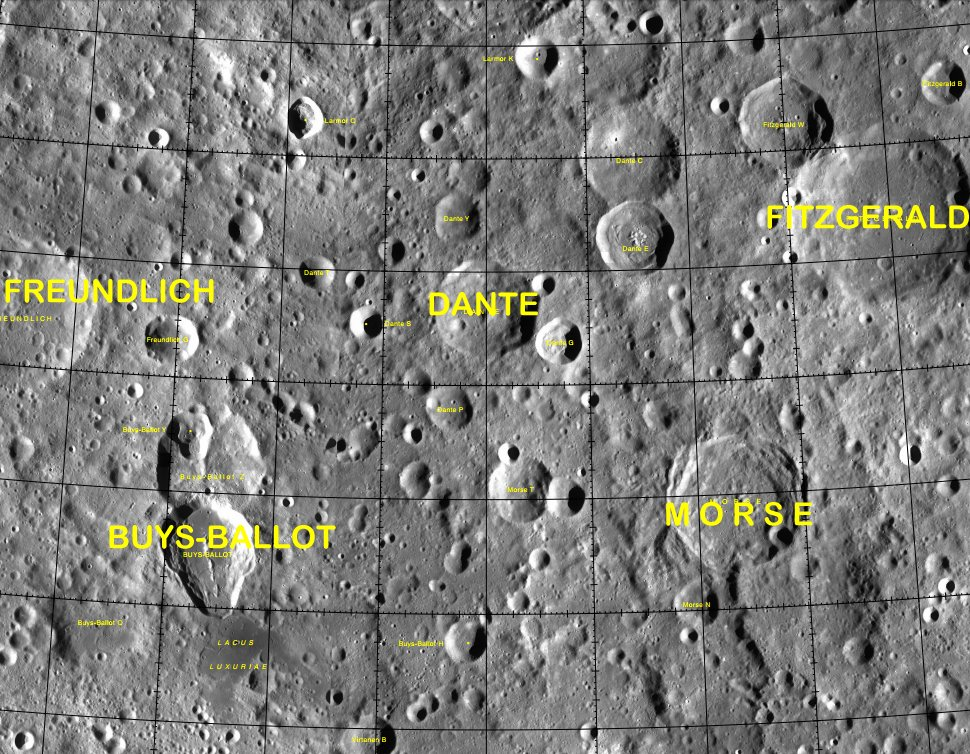
Localització del cràter Dante. Fotografia de la missió Lunar Reconnaissance Orbiter.

Aquest cràter està cobert per part del sistema de marques radials que irradia des de Larmor Q al nord-oest. La vora de Dante és circular, però una mica erosionada. El cràter més recent Dante G s'uneix per l'exterior al brocal de Dante en el seu costat est-sud-est. El sòl interior d'aquest cràter és irregular, i està marcat per diversos impactes petits.
El cràter es troba dins de la Conca Freundlich-Sharonov.

## Cràters satèl·lit
Per convenció aquests elements són identificats en els mapes lunars posant la lletra en el costat del punt mitjà del cràter que està més prop de Dante.
|       | \| Dante \| Coordenades \| Diàmetre \| \| ----- \| -------------------------------------- \| -------- \| \| C \| 28° 18′ N, 177° 06′ O / 28.3°N,177.1°O \| 54 km \| \| E \| 26° 42′ N, 177° 00′ O / 26.7°N,177.0°O \| 43 km \| \| G \| 24° 54′ N, 178° 36′ O / 24.9°N,178.6°O \| 24 km \| \| P \| 23° 36′ N, 179° 24′ E / 23.6°N,179.4°E \| 27 km \| \| S \| 24° 54′ N, 177° 18′ E / 24.9°N,177.3°E \| 17 km \| \| T \| 25° 48′ N, 176° 36′ E / 25.8°N,176.6°E \| 20 km \| \| Y \| 27° 06′ N, 179° 30′ E / 27.1°N,179.5°E \| 27 km \| |          |
| Dante | Coordenades | Diàmetre |
| C     | 28° 18′ N, 177° 06′ O / 28.3°N,177.1°O | 54 km    |
| E     | 26° 42′ N, 177° 00′ O / 26.7°N,177.0°O | 43 km    |
| G     | 24° 54′ N, 178° 36′ O / 24.9°N,178.6°O | 24 km    |
| P     | 23° 36′ N, 179° 24′ E / 23.6°N,179.4°E | 27 km    |
| S     | 24° 54′ N, 177° 18′ E / 24.9°N,177.3°E | 17 km    |
| T     | 25° 48′ N, 176° 36′ E / 25.8°N,176.6°E | 20 km    |
| Y     | 27° 06′ N, 179° 30′ E / 27.1°N,179.5°E | 27 km    |